# ヨーロッパヒメウ
ヨーロッパヒメウ（ヨーロッパ姫鵜、Phalacrocorax aristotelis）は、カツオドリ目ウ科に属する鳥類である。ヨーロッパ西部や南部、アジア南西部、アフリカ北部の岩の多い海岸周辺で繁殖し、北端のもの以外は主に繁殖地域で越冬する。イギリスではこの海鳥を通常単にシャグ (Shag) という。

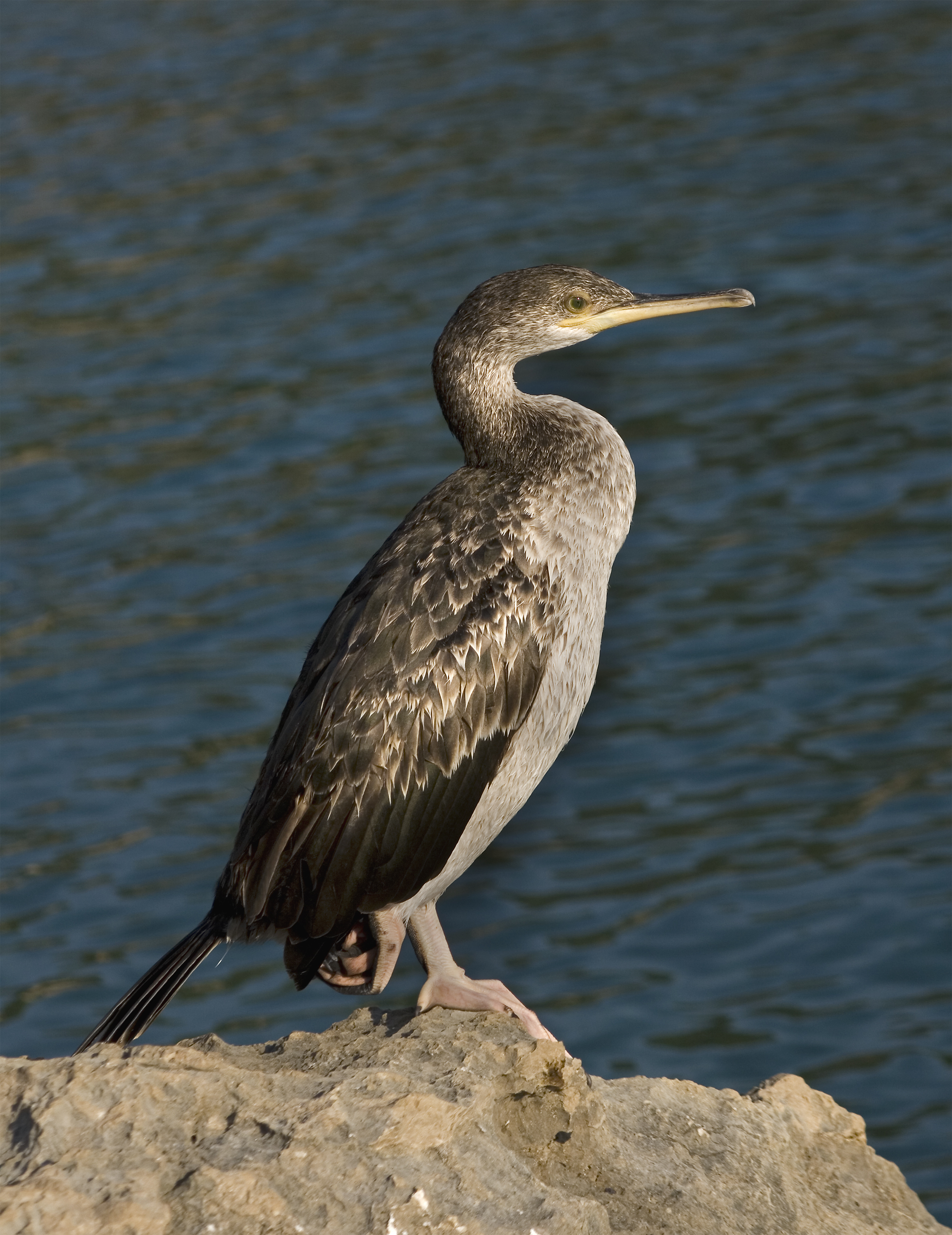
ヨーロッパヒメウ 若鳥
（クロアチア）

## 形態
全長68–78cm、翼開長95–110cm 。中-大形の黒い鳥で、長めの尾をもち、喉に黄色の斑がある。成鳥は、繁殖期に小さな冠羽をもつ。カワウとは、体が小さくて軽く見え、くちばしが細く、繁殖成鳥では冠羽と、羽毛の金属緑色を帯びた光沢により識別される。ヨーロッパヒメウはくちばしがより小さくて細いという違いとともに、幼鳥は下面がより暗色である。ヨーロッパヒメウの尾羽は12枚で、カワウは14枚である。羽毛の緑色の光沢から、ヨーロッパヒメウはときに“Green Shag”や“Green Cormorant”の別名も与えられる。

## 生態

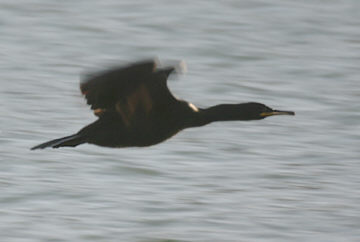
飛翔

海で採餌し、カワウとは異なり内陸部ではまれ。それは冬のどの沿岸でも魚類が十分供給されるからである。
ヨーロッパヒメウは、ウ科のうち最も深く潜る種の一つである。水深計 (depth gauges) を用いたところ、ヨーロッパヒメウは少なくとも45メートルの潜水を示した。ヨーロッパヒメウはおもに海底域で餌を見つけて採食する。さまざまな魚を食べるが、最も一般的な餌はイカナゴである。ヨーロッパヒメウは採餌のために、ねぐらとする場所から何キロメートルも移動する。
潜水に弾みをつけるため、最初、水から飛び出てから潜る。イギリスの沿岸水域での潜水時間は通常およそ20-45秒で、潜水の間に約15秒の回復時間がある。これは有酸素潜水と一致する。すなわち鳥類は潜水の間、肺にある酸素に依存し、それが血液中に溶け出している。
海岸の岩棚、岩の割れ目、小さな洞穴に営巣し繁殖する。巣は、腐った海藻や小枝を鳥自身のグアノによって固めた乱雑な塊である。営巣時期は長く、2 月下旬に始まるが、5月またはより遅くなるまで始まらない巣もある。3個の卵を産む。雛は綿羽がなく孵るので、保温を親鳥に完全に頼り、多くは飛べるようになる前の2か月間依存する。巣立ちは通常6月上旬から8月下旬までにあり、まれに10月中旬になる。

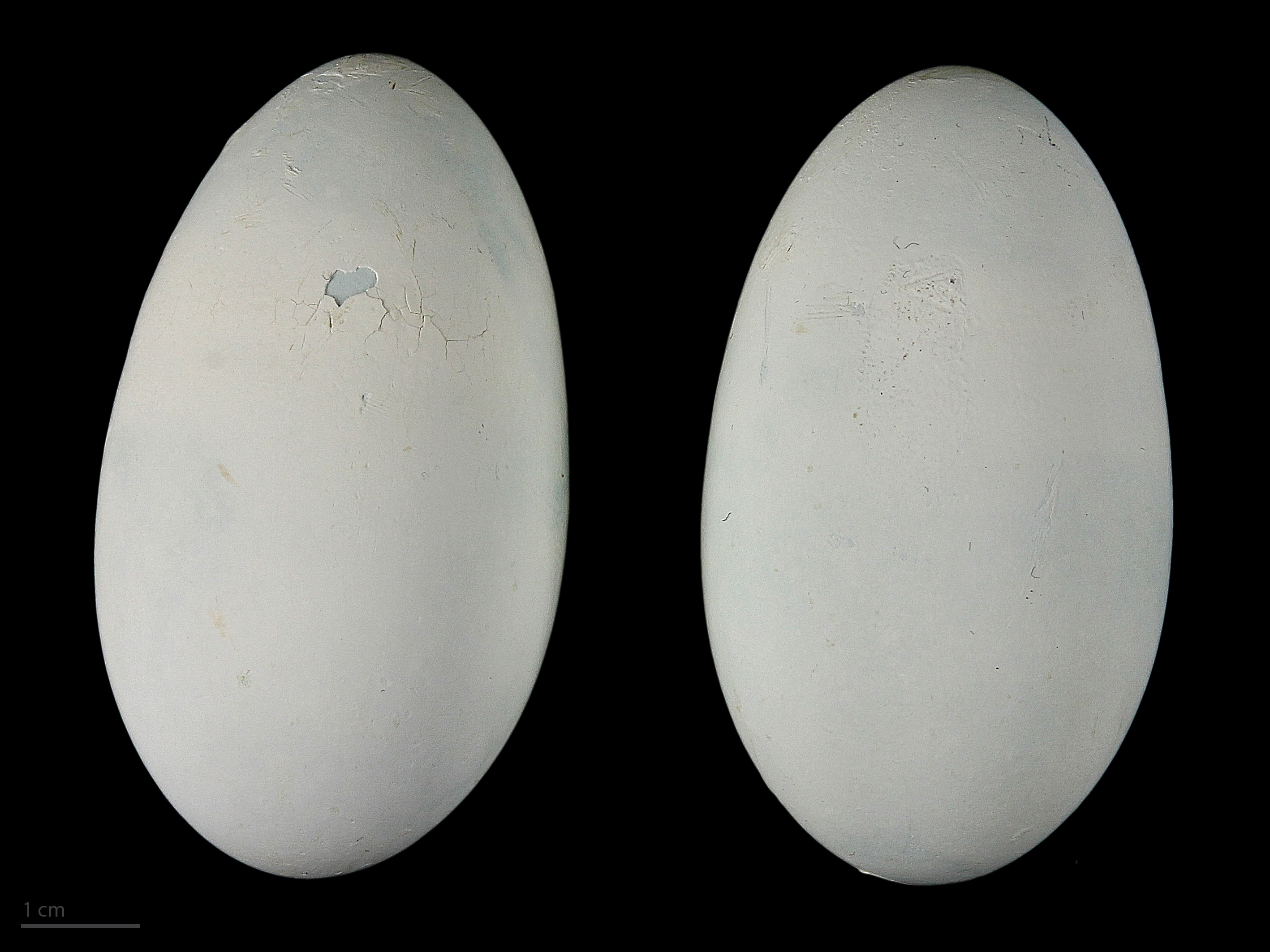
Phalacrocorax aristotelis

## 亜種
3亜種がある。
- Phalacrocorax aristotelis aristotelis - ヨーロッパ北西部（大西洋沿岸）
- Phalacrocorax aristotelis desmarestii - ヨーロッパ南部、アジア南西部（地中海、黒海沿岸）
- Phalacrocorax aristotelis riggenbachi - アフリカ北西部沿岸

亜種はくちばしの大きさ、若鳥の胸および脚の色が多少異なる。最近の証明では、ヨーロッパ南西部の大西洋沿岸にいる種は、3亜種すべてと異なり、まだ記されていていない亜種であるかもしれないことを示唆している (Yésou et al., Brit. Birds 98: 369-370, 2005) 。
なお、シャグ (Shag) の名は、南半球でのウ科におけるいくつかの追加種でも使われている。

## 観察地例

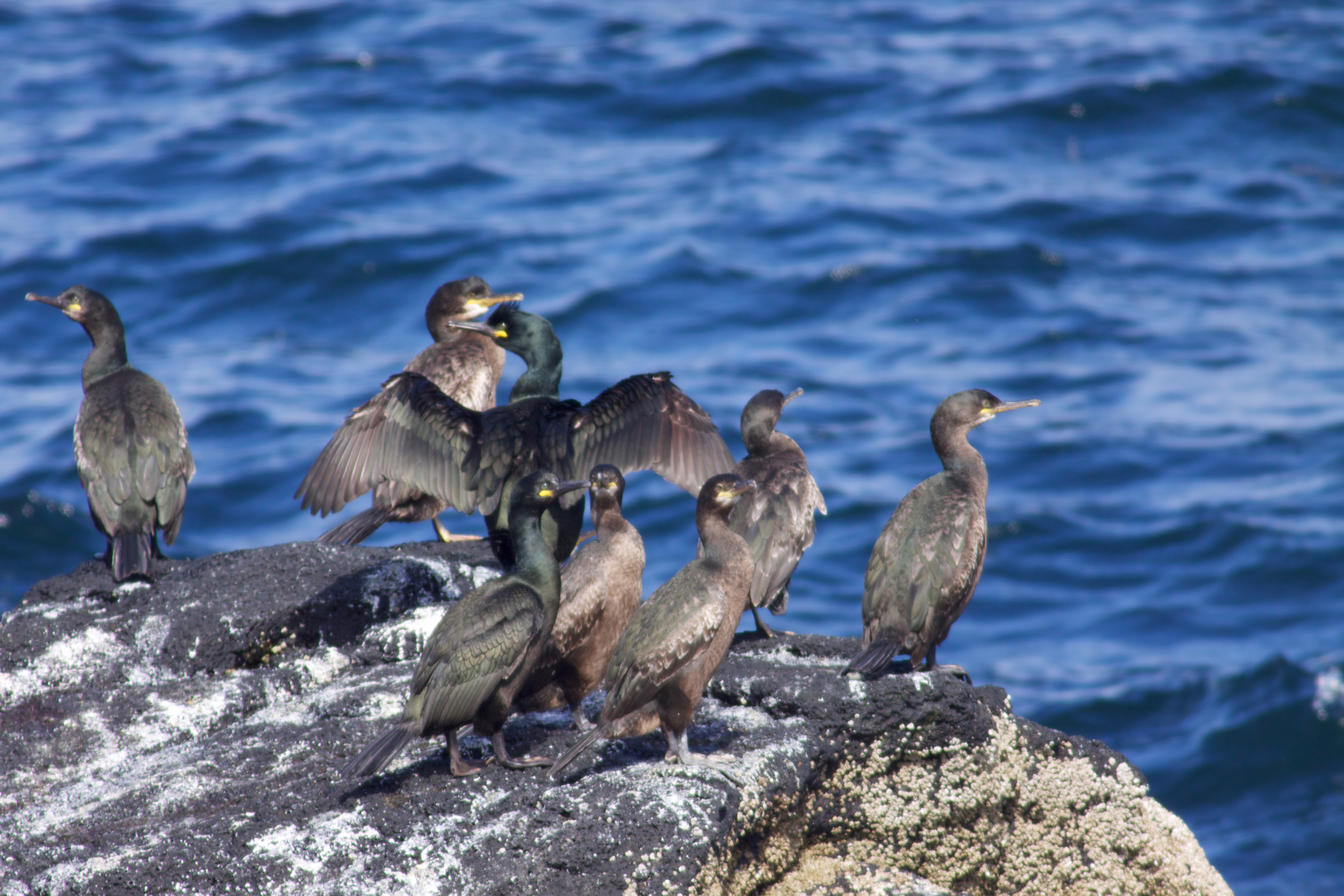
生殖羽（スナイフェルス半島、アイスランド）

ヨーロッパヒメウは次の繁殖地の季節（4月下旬から7月中旬まで）に、容易に見ることができる。ファーン諸島（イングランド）、ファウルズヒュッハ（スコットランド）、ルンデ（ノルウェー）、アイスランド、フェロー諸島、およびガリシア（スペイン）。
ヨーロッパヒメウの最大の集団繁殖地はシエス諸島で、2,500つがい（世界個体数の25%）になる。